# Wilhelm Heye
Wilhelm Heye (ur. 31 stycznia 1869 w Fuldzie, zm. 11 marca 1947 w Braunlage) – niemiecki Generaloberst, szef Naczelnego Dowództwa Reichswehry w latach 1926–1930.
W 1888 po ukończeniu pruskiego korpusu kadetów wstąpił do armii Królestwa Prus. W 1896 został na kilka lat odkomenderowany do akademii wojskowej, po pobycie w której w 1900 rozpoczął karierę w sztabie generalnym. W czasie I wojny światowej przynależał do sztabu gen. Remusa von Woyrsch, a następnie Albrechta Wirtemberskiego. 18 sierpnia 1916 został mianowany na stopień pułkownika a dwa dni później został odznaczony  Pour le Mérite (fr. „Za Zasługę”) – najwyższy pruski order wojskowy do 1918. W październiku 1917 został powołany do sztabu generalnego jako szef wydziału operacyjnego. Dzięki temu uczestniczył w podejmowaniu decyzji na najwyższym szczeblu dowodzenia niemiecką armią. Powierzono mu pełnienie obowiązków generalnego kwatermistrza po dymisji Ericha Ludendorffa a przed objęciem funkcji przez Wilhelma Groenera.
Po kapitulacji Niemiec został wiosną 1919 mianowany szefem sztabu wojsk w Prusach Wschodnich. Koordynował tam operacje skierowane przeciwko Armii Czerwonej nad Bałtykiem. Został wówczas bliskim współpracownikiem Hansa von Seeckta. Nie poparł też puczu Kappa-Lüttwitza.
Od 1920 do 1926 pracował w ministerstwie Reichswehry (Reichswehrministerium) u boku Hansa von Seeckta. Otrzymał stopień General der Infanterie ze starszeństwem 1 grudzień 1924. Szef resortu Otto Geßler dymisjonując Seeckta mianował jego następcą na stanowisku szefa naczelnego dowództwa właśnie Heye`go. Przeniesiono go w stan spoczynku 4 lata później zastępując go generałem Kurtem von Hammerstein-Equord.

## Odznaczenia
Odznaczenia gen. Heye to między innymi:
- Order Pour le Mérite z liśćmi dębu
- Order Orła Czerwonego IV klasy z mieczami
- Order Królewski Korony IV klasy
- Kawaler Orderu Hohenzollernów z mieczami na wstędze wojennej
- Krzyż Żelazny I klasy
- Odznaka za Służbę Wojskową
- Komandor Orderu Zasługi Hohenzollernów ordynku książęcego z mieczami
- Oficer Orderu Zasługi Wojskowej (Bawaria)
- Kawaler Orderu Alberta z mieczami (Saksonia)
- Komandor Orderu Zasługi Wojskowej (Wirtembergia)
- Komandor II klasy Orderu Fryderyka z mieczami (Wirtembergia)
- Hamburski Krzyż Hanzeatycki (Hamburg)
- Krzyż Zasługi Wojennej II klasy (Brunszwik)
- Komandor Orderu Domowego i Zasługi Księcia Piotra Fryderyka Ludwika z mieczami i laurem (Oldenburg)
- Krzyż Fryderyka Augusta I klasy (Oldenburg)
- Krzyż Honorowy za Zasługi Wojenne (Saksonia-Meiningen)
- Krzyż Zasługi Wojennej (Lippe)
- Lubecki Krzyż Hanzeatycki (Lubeka)
- Komandor Orderu Leopolda z dekoracją wojenną (Austro-Węgry)
- Kawaler Orderu Korony Żelaznej II klasy z dekoracją wojenną (Austro-Węgry)
- Krzyż Zasługi Wojskowej II klasy z dekoracją wojenną (Austro-Węgry)
- Order Osmana II klasy z mieczami (Imperium Osmańskie)
- Srebrny Medal Liakat z mieczami (Imperium Osmańskie)
- Order Półksiężyca (Imperium Osmańskie)
- Wielki Oficer Orderu Zasługi Wojskowej (Bułgaria)